# La Mutante
Série La Mutante
La Mutante 2
(1998)
Pour plus de détails, voir Fiche technique et Distribution.
La Mutante (Species), ou Espèces au Québec, est un film de science-fiction horrifique américain réalisé par Roger Donaldson et sorti en 1995.
Malgré des critiques plutôt négatives, le film connait un succès commercial. Trois suites sont ensuite produites, dont les deux dernières sorties directement en vidéo.

## Synopsis
Sil, une hybride humaine-extraterrestre ayant l'apparence d'une enfant d'une dizaine d'années, s'échappe du lieu où elle était en observation dans les laboratoires du gouvernement américain à Dugway dans l'Utah. Le scientifique responsable de cette opération, Xavier Fitch, engage tout une équipe pour la retrouver : le mercenaire Preston Lennox, le médium « empathique » Dan Smithson, la biologiste moléculaire Laura Baker et l'anthropologue Stephen Arden. Ils la retrouvent quelques jours plus tard, devenue une jeune femme d'une grande beauté à Los Angeles et mettent au jour avec horreur ses intentions : s'accoupler avec des hommes qui ne se doutent de rien et engendrer ainsi sa progéniture pour détruire l'humanité.

## Fiche technique
Sauf indication contraire, les informations mentionnées dans cette section peuvent être confirmées par la base de données cinématographiques IMDb,  présente dans la section « Liens externes ».
- Titre original : Species
- Titre français : La Mutante
- Titre québécois : Espèces
- Réalisation : Roger Donaldson
- Scénario : Dennis Feldman
- Musique : Christopher Young
- Direction artistique : Dan Webster
- Décors : Eloy Lobato, John Muto et Jackie Carr
- Costumes : Joe I. Tompkins
- Photographie : Andrzej Bartkowiak
- Son : Mark Berger, Randy Thom, Bob Edwards
- Montage : Conrad Buff IV
- Production : Dennis Feldman et Frank Mancuso Jr.
  - Production associée : Mark Egerton
  - Production déléguée : David Streit
- Sociétés de production : Metro-Goldwyn-Mayer
- Sociétés de distribution : Metro-Goldwyn-Mayer (États-Unis) ; United International Pictures (France)
- Budget : 35 millions de dollars[1]
- Pays de production :  États-Unis
- Langue originale : anglais
- Format : couleur (DeLuxe) - 2,39:1 (Cinémascope) - 35 mm - son DTS | Dolby SR
- Genre : science-fiction horrifique, thriller
- Durée : 108 minutes
- Dates de sortie :
  - États-Unis : 7 juillet 1995
  - France : 1er septembre 1995 (Festival du cinéma américain de Deauville) ; 27 septembre 1995 (sortie nationale)
  - Suisse romande : 22 septembre 1995
  - Belgique : 11 octobre 1995
- Classification[2] :
  - États-Unis : R – Restricted (Les enfants de moins de 17 ans doivent être accompagnés d'un adulte)
  - France : interdit aux moins de 12 ans[3]

## Distribution
- Ben Kingsley (VF : Jean Négroni ; VQ : Daniel Roussel) : Xavier Fitch
- Michael Madsen (VF : Yves Beneyton ; VQ : Daniel Picard) : Preston « Press » Lennox
- Alfred Molina (VF : Jean-Pierre Michaël ; VQ : Jacques Lavallée) : Dr Stephen Arden
- Forest Whitaker (VF : Emmanuel Jacomy ; VQ : François L'Écuyer) : Dan Smithson
- Marg Helgenberger (VF : Claudine Ancelot) : Dr Laura Baker
- Natasha Henstridge (VF : Marjorie Frantz ; VQ : Violette Chauveau) : Sil
- Michelle Williams : Sil, jeune
- Whip Hubley  (VQ : Denis Michaud) : John Carey
- Patricia Belcher : l'infirmière
- Scott McKenna : le vagabond du train
- Jordan Lund et Don Fischer : les aides
- Virginia Morris : la mère
- Frank Welker : la voix alien de Sil

## Production

### Genèse et développement

#### Écriture
Dennis Feldman a l'idée du film en 1987, alors qu'il travaille sur un film d'invasion extraterrestre, Real Men,. Après avoir lu un article d'Arthur C. Clarke sur les chances insurmontables qu'un vaisseau extraterrestre puisse localiser et visiter la Terre en raison de trop grandes distances stellaires, Dennis Feldman se dit qu'il est « peu sophistiqué pour une culture extraterrestre de venir ici dans ce qu'il décrirait comme une grande boîte de conserve. » Il imagine alors l'idée que le contact extraterrestre passerait par l'information. Il imagine un visiteur qui s'adapterait à l'environnement terrestre grâce à l'ADN appartenant aux organismes terrestres. Il s'inspire du message d'Arecibo de 1974, qu'il juge comme imprudent, car il contenait des informations à des prédateurs potentiels de l'espace.
Le premier traitement du script s'intitule The Message. L'intrigue est alors davantage un film de procédure policière. Finalement, Feldman trouve que son intrigue manque de crédibilité et modifie les protagonistes pour en faire une équipe gouvernementale. Après avoir inventé le nom « Sil », Feldman a d'abord pensé à former un acronyme, mais a finalement choisi uniquement le nom à trois lettres après avoir pris connaissance des codons du code génétique, qui peuvent être représentés dans groupes de trois lettres. Parmi les recherches effectuées par Feldman pour son scénario, il participe à des séances du Centre pour l'étude de l'évolution et de l'origine de la vie (CSEOL) de l'UCLA, des discussions avec des scientifiques du SETI et la visite du Salk Institute for Biological Studies pour discuter avec des chercheurs travaillant sur le projet Génome humain. The Message est proposé à plusieurs studios, qui le rejettent tous.
En 1993, Dennis Feldman retravaille son projet et en tire un script spéculatif. Il l'envoie au producteur Frank Mancuso Jr., qu'il l'avait engagé pour écrire l'adaptation d'un livre de Sidney D. Kirkpatrick. Le producteur est séduit par les possibilités créatives car le film offrait « le défi de franchir cette ligne fine entre crédibilité et pousser quelque chose aussi loin que possible. » La Metro-Goldwyn-Mayer se montre interessé par le projet. Malgré quelques désaccords initiaux sur le budget et après avoir examiné d'autres studios, Dennis Feldman signe avec MGM. Le film est ensuite rebaptisé Species (« Espèce ») et attire le réalisateur Roger Donaldson, séduit par le mélange de science-fiction et de thriller. Le scénario connait ensuite huit versions différentes, écrites sur une période de huit mois, avant que le réalisateur en soit satisfait. Il a principalement demandé à corriger certains défauts de logique. Le scénariste Larry Gross (en) participe à des réécriture, mais le scénario final sera finalement entièrement écrit par Dennis Feldman. Ce dernier est par ailleurs coproducteur du film.

#### Design

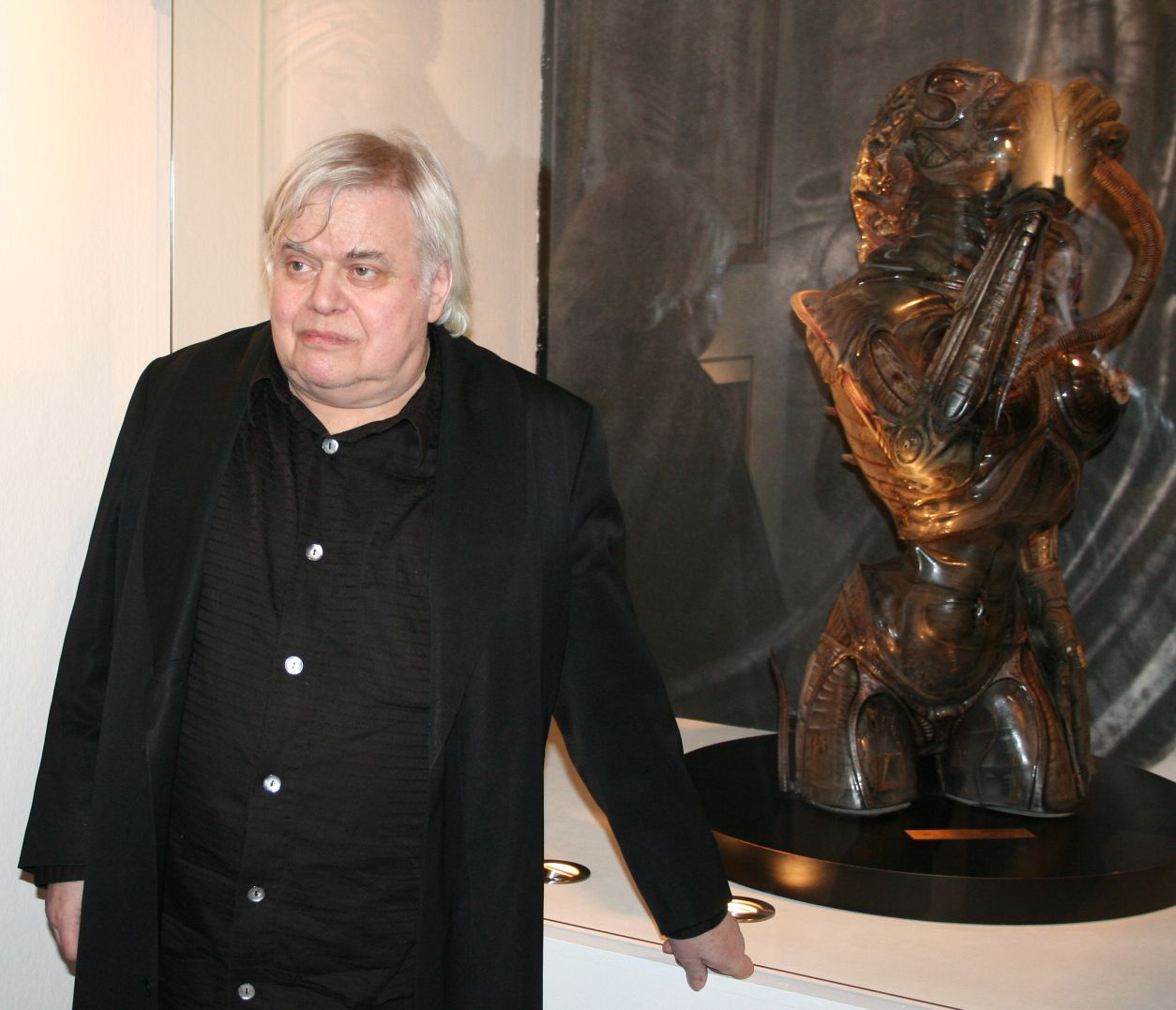
H. R. Giger en 2009 au côté d'une sculpture de la créature

La créature est créée par H. R. Giger, peintre et plasticien suisse qui a conçu notamment l'Alien du film Alien, le huitième passager (1979) de Ridley Scott. Roger Donaldson a voulu travailler avec lui car il pensait qu'il était la personne adaptée, après avoir découvert son ouvrage illustre Necronomicon publié en 1977.

### Attribution des rôles
Ce film lance la carrière sur grand écran de Natasha Henstridge. Elle reprend ce rôle dans La Mutante 2 et La Mutante 3.

### Tournage
Le tournage a lieu à Los Angeles (Downtown Los Angeles, gare, université du Sud de la Californie et les Raleigh Studios), à Santa Monica (la jetée) et dans l'Utah (Brigham City), entre août et novembre 1994. On peut également voir des plans du radiotélescope d'Arecibo à Porto Rico.

### Musique
Sauf indication contraire, les informations mentionnées dans cette section peuvent être confirmées par la base de données cinématographiques IMDb,  présente dans la section « Liens externes ».
- Say You're Gonna Stay, par Darryl D'Bonneau
- Keep Hope Alive (en) par The Crystal Method (1996)
- Come Into My Life, par Joyce Sims (en) (1987)
- Enchanted, par Enchanted
- Take Me, par Michael Lattanzi
- If You Don't Know Me by Now, par Siedah Garrett

## Accueil

### Critique
Aux États-Unis, le film a reçu un accueil critique généralement mitigé. Sur Internet Movie Database, il obtient un score de 5,8⁄10 sur la base de 72 673 critiques. Sur Metacritic, il obtient un score défavorable de la presse 49⁄100 sur la base de 25 critiques. Sur l'agrégateur américain Rotten Tomatoes, il récolte 43 % d'opinions favorables avec une moyenne de 5,12⁄10 sur la base de 28 critiques positives et 37 négatives.

### Box-office
Le film est un succès au box-office et dépasse les attentes de la MGM. Il réalise un très bon démarrage sur le sol américain, le 2e meilleur pour le studio après Apollo 13.
| Pays ou région            | Box-office                                | Date d'arrêt du box-office | Nombre de semaines |
| ------------------------- | ----------------------------------------- | -------------------------- | ------------------ |
| États-Unis (1er week-end) | 17 161 943 $                              | du 7 au 9 juillet 1995     | -                  |
| États-Unis                | 60 074 103 $ 13 730 000 entrées (Approx.) | -                          | -                  |
| France Paris              | 627 887 entrées                           | -                          | -                  |
| Total hors États-Unis     | 53 300 000 $                              | -                          | -                  |
| Total mondial             | 113 374 103 $                             | -                          | -                  |

## Distinctions
Entre 1995 et 1996, La Mutante a été sélectionné 10 fois dans diverses catégories et a remporté 3 récompenses,.

### Récompenses
| Année | Festivals de cinéma                         | Prix                                                               | Lauréat(es)                           |
| ----- | ------------------------------------------- | ------------------------------------------------------------------ | ------------------------------------- |
| 1995  | Sci-Fi Universe Magazine                    | Universe Reader's Choice Award du meilleur maquillage dans un film | Steve Johnson                         |
| 1995  | Festival international du film de Catalogne | Prix des meilleurs effets spéciaux                                 | Steve Johnson et Richard Edlund       |
| 1996  | MTV Movie & TV Awards                       | MTV Movie Award du meilleur baiser                                 | Natasha Henstridge et Anthony Guidera |

### Nominations
| Année | Festivals de cinéma                                                  | Catégorie                            | Nommé(es)                                |
| ----- | -------------------------------------------------------------------- | ------------------------------------ | ---------------------------------------- |
| 1995  | Festival du cinéma américain de Deauville 1995                       | Premières - Hors compétition         | Roger Donaldson                          |
| 1995  | Festival international du film de Catalogne - Sitges                 | Meilleur film                        | Roger Donaldson                          |
| 1995  | The Stinkers Bad Movie Awards                                        | Pire actrice                         | Natasha Henstridge                       |
| 1996  | Academy of Science Fiction, Fantasy and Horror Films - Saturn Awards | Meilleur film de science-fiction     | -                                        |
| 1996  | Academy of Science Fiction, Fantasy and Horror Films - Saturn Awards | Meilleur maquillage                  | Steve Johnson, Bill Corso et Kenny Myers |
| 1996  | Academy of Science Fiction, Fantasy and Horror Films - Saturn Awards | Meilleurs effets spéciaux            | Richard Edlund et Steve Johnson          |
| 1996  | MTV Movie & TV Awards                                                | Meilleure performance exceptionnelle | Natasha Henstridge                       |

## Suites
Le film connait trois suites. La Mutante 2 (Species II), réalisé par Peter Medak sort 1998. Natasha Henstridge y incarne cette fois Eve, un clone docile de Sil. Elle cotoie un astronaute revenu sur Terre infecté par une forme de vie extraterrestre. Marg Helgenberger et Michael Madsen y reprennent leurs rôles respectifs de Laura Baker et Preston « Press » Lennox.
La franchise se poursuit avec le téléfilm La Mutante 3 (Species III) de Brad Turner. Il sort en vidéo dans certains pays en 2004. C'est la suite directe du second opus et déroule quelques instants seulement après les événements de La Mutante 2. Il est centré sur Sara, la fille d'Ève (le clone de Sil), élevée en secret par un docteur. Après avoir grandi très vite, elle veut conquérir la Terre. Pour cela, il lui faut s'accoupler afin d'assurer sa descendance. Mais le temps lui est compté car elle est traquée par des militaires. Sara est incarnée par Sunny Mabrey. Natasha Henstridge n'y apparait que brièvement au début dans le rôle d'Eve.
La Mutante 4 (Species IV) est réalisé par Nick Lyon et sort en 2007. Aucun personnage des précédents opus n'est présent dans ce téléfilm. Le personnage principal se nomme cette fois Miranda et est incarné par Helena Mattsson.

## Produits dérivés
Yvonne Navarro a mis en roman le scénario de Dennis Feldman. Le livre donne plusieurs détails approfondis sur les personnages qui ne sont pas présents dans le film. On y découvre ainsi la capacité de Sil à visualiser les odeurs et à déterminer les substances nocives des objets comestibles par la couleur. Le gaz apparaît noir, la nourriture apparaît rose et un partenaire potentiel malsain semble dégager des fumées vertes. D'autres détails sur le personnage incluent l'expérience de Preston dans la traque des soldats déserteurs, ainsi que le processus de décodage du signal extraterrestre. Bien qu’aucun indice ne soit donné quant à son origine, il est mentionné que le message vers l'espace a été acheminé d’une manière ou d’une autre à travers plusieurs trous noirs pour masquer son point d’origine. Une version en livre audio est narrée par Alfred Molina.
Dark Horse Comics publie une série en 4 numéros de comics adaptées du film, écrite par Dennus Feldman and dessinée par Jon Foster. Dark Horse publie également une mini-série avec un tout nouveau scénario Species: Human Race, en 1997. West End Games commercialise le jeu de rôle générique World of Species. MGM s'était associé à Cyberdreams pour créer un jeu vidéo pour ordinateur basé sur le film mais le projet ne s'est pas concrétisé.